# Hitte
Hitte település Franciaországban, Hautes-Pyrénées megyében. Lakosainak száma 137 fő (2022. január 1.). Hitte Fréchou-Fréchet, Barbazan-Dessus, Bernac-Dessus, Luc, Orignac, Oueilloux és Vielle-Adour községekkel határos.

## Népesség
A település népességének változása:
| Lakosok száma | 162  | 164  | 166  | 163  | 164  | 163  | 154  | 146  | 137  |
|               | 2013 | 2015 | 2016 | 2017 | 2018 | 2019 | 2020 | 2021 | 2022 |